# Indonesische Nationale Partij
De Indonesische Nationale Partij (Indonesisch: Partai Nasional Indonesia, PNI), in het Nederlands ook Indonesische Nationalistische Partij genoemd, was de oudste politieke partij in Indonesië. De PNI werd opgericht op 4 juli 1927 in Bandoeng als Perserikatan Nasional Indonesia (Indonesisch Nationaal Verbond) door de latere Indonesische president Soekarno en leden van de "Algemeene Studie Club". Nadat Soekarno en andere partijleiders in 1930 tot gevangenisstraffen waren veroordeeld werd de partij in april 1931 opgeheven. Na de Indonesische onafhankelijkheid werd de PNI in 1946 opnieuw opgericht, en in de jaren 50 en 60 was het een belangrijke partij in Indonesië, die onder andere meerdere premiers leverde. In 1973 werd de PNI onder druk van president Soeharto opgenomen in de nieuwe Indonesische Democratische Partij (PDI).

## PNI in Nederlands-Indië
De PNI, toen nog als Indonesisch Nationaal Verbond (Perserikatan Nasional Indonesia), werd op 4 juli 1927 opgericht door leden van de "Algemeene Studie Club", waaronder Soekarno. In mei 1928 werd de naam veranderd naar Indonesische Nationale Partij. De PNI stelde Indonesië als nationale eenheid centraal en richtte zich daarom op alle volken in de archipel. Zij wilden een nationale staat Indonesië stichten, die het hele gebied van Nederlands-Indië moest omvatten. Aan het einde van 1929 had de PNI naar schatting 10.000 leden. Vanwege het gevaar van nationalisme werden Soekarno en zeven andere partijleiders in december 1929 opgepakt, en in 1930 kregen zij gevangenisstraffen van enkele jaren. Zonder Soekarno en de meeste andere partijleiders werd in april 1931 besloten tot opheffing van de partij.
Na opheffing van de PNI werd door Sartono, een van de PNI-leiders, de nieuwe partij Partindo ("Indonesië-partij") opgericht. Enkele andere voormalig partijleiders, waaronder Soetan Sjahrir, hadden ondertussen een nieuwe organisatie genaamd "Indonesisch Nationaal Onderwijs" (Pendidikan Nasional Indonesia), afgekort PNI-Baru oftewel "Nieuw PNI", opgericht. De PNI-Baru was minder radicaal dan de PNI en Partindo: het doel was vooral het onderwijs in Nederlands-Indië verbeteren en daarmee automatisch ook toekomstige politiek leiders op te leiden. Na vrijlating uit de gevangenis sloot Soekarno zich aan bij Partindo, terwijl de latere vicepresident Mohammed Hatta in 1932 leider werd van PNI-Baru. Sjahrir en Hatta werden opgepakt in 1934 en PNI-Baru stierf een stille dood. Ook Soekarno werd opnieuw opgepakt en verbannen, en in 1936 hief ook Partindo zichzelf op.

## PNI-Staatspartij (1945)
Direct na het uitroepen van de Indonesische onafhankelijkheid werd door het Voorbereidend Comité voor de Indonesische Onafhankelijkheid (PPKI) onder leiding van president Soekarno een nieuwe versie van de PNI opgericht als eenheidspartij ("PNI-Staatspartij"). Dit was een opvolger van de beweging Jawa Hokokai die actief was tijdens de Japanse bezetting. Onder andere Soetan Sjahrir en Amir Sjarifoeddin waren hier op tegen en vanwege de associatie met de Japanse organisatie was de PNI-Staatspartij niet populair. Op 31 augustus werd de partij weer opgeheven.

## PNI in Indonesië (1946-1973)
Op 30 oktober 1945 stond het Centraal Indonesisch Nationaal Comité (KNIP) de oprichting van politieke partijen weer toe. Verschillende partijen die in de maanden daarna werden opgericht, en op 29 januari 1946 fuseerden verschillende nationalistische partijen opnieuw tot de Indonesische Nationale Partij PNI. Soekarno was dit keer niet bij de partij betrokken, omdat hij als president boven de partijen stond.
Tijdens de rest van de Indonesische Onafhankelijkheidsoorlog kreeg de PNI een belangrijke rol in het KNIP en de partij leverde ook ministers in alle kabinetten tijdens de oorlog vanaf het kabinet-Sjahrir II. Ondertussen kregen de linkse partijen waaronder de Socialistische Partij steeds meer invloed, terwijl ook binnen de PNI socialistische idealen steeds meer opkwamen. Dit leidde tot afsplitsing van meer rechtse politici binnen de partij en de oprichting van de Groots Indonesië Vereniging (PIR) in 1948 en de Nationale Volkspartij (PRN) in 1950. Door dergelijke afsplitsingen kreeg binnen de PNI de 'radicaal-nationalistische' stroming steeds meer de overhand, en Sidik Djojosukarto van deze stroming werd uiteindelijk in 1950 partijvoorzitter.
In de periode van parlementaire democratie van 1950 tot 1959 zat de PNI in vijf van de zeven kabinetten, en leverde het vier keer de minister-president: Wilopo (1952-1953), Ali Sastroamidjojo (1953-1955 en 1956-1957) en Djoeanda Kartawidjaja (1957-1959). Bij de parlementsverkiezingen van 1955, de eerste verkiezingen gehouden na de onafhankelijkheid, werd de PNI de grootste partij met 22,3% van de stemmen, waarmee de partij 57 van de 257 zetels kreeg in de Volksvertegenwoordigingsraad (DPR). Vanaf 1957 werd de democratie ingeperkt door het concept van 'geleide democratie' van president Soekarno. Ondertussen werd de macht van de PNI bedreigd door de opkomst van de Communistische Partij van Indonesië, en linkse politici binnen de PNI splitsten zich af en richtten de Partindo opnieuw op.
In 1965 vond er een poging tot staatsgreep (Kudeta) plaats, die vervolgens aan de communistische partij werd toegeschreven. De PNI werd gezien als een 'collaborateur' met de communisten, en er was stevige druk vanuit het leger om de linkervleugel, waaronder oud-premier Ali Sastroamidjojo, uit de partij te zetten. De ideologie van de PNI verschoof vervolgens onder druk van de nieuwe president Soeharto van linksnationalistisch (volgens de Pancasila en de ideeën van Soekarno) naar de idealen van de Nieuwe Orde. Soeharto sloot zich uiteindelijk echter niet aan bij de PNI, maar bij de partij Golkar. Bij de parlementsverkiezingen van 1971 behaalde Golkar een meerderheid en kreeg de PNI nog maar 6,9% van de stemmen. Soeharto werkte vervolgens aan het nog verder verzwakken van de oppositie en in januari 1973 gaf hij de opdracht om alle oppositiepartijen samen te voegen in twee partijen: de islamitische Verenigde Ontwikkelingspartij (PPP) en de nationalistische, niet-islamitische Indonesische Democratische Partij (PDI). De PNI werd samen met de IPKI, de Murba-partij, de Indonesische Christelijke Partij (Parkindo) en de Katholieke Partij opgenomen in de PDI.

### Verkiezingsresultaten
| Jaar                | Stemmen   | Percentage | Zetels    |
| ------------------- | --------- | ---------- | --------- |
| 1955 (DPR)          | 8.434.653 | 22,32%     | 57 / 257  |
| 1955 (Konstituante) | 9.070.218 | 23,97%     | 119 / 514 |
| 1971                | 3.793.266 | 6,93%      | 20 / 360  |

## Heropleving van de PNI (vanaf 1998)
Na de val van Soeharto in 1998 werden opnieuw partijen opgericht die de naam PNI gebruiken. De belangrijkste daarvan heet sinds 2002 "PNI Marhaenisme" en is mede opgericht door Sukmawati Soekarnoputri, een dochter van Soekarno. Echter ook de veel grotere Strijdende Indonesische Democratische Partij (PDI-P) van een andere dochter van Soekarno, Megawati Soekarnoputri, en president Joko Widodo beschouwt zich als politiek erfgenaam van de vroegere PNI.